# Испанско-марокканские отношения
Испанско-марокканские отношения — двусторонние дипломатические отношения между Испанией и Марокко. Государства являются членами Организации Объединённых Наций и поддерживают обширные дипломатические, торговые и военные связи.
Испанско-марокканская граница отделяет суверенные территории (включая Мелилью и Сеуту) на побережье Средиземного моря от материковой части Марокко. Внешняя политика Марокко имеет прозападную ориентацию, включая соседнюю Испанию. Однако исторически отношения были напряжёнными и конфликтными.
В марте 2023 года министр иностранных дел, Европейского союза и сотрудничества Испании Хосе Мануэль Альбарес заявил, что отношения Марокко и Испании достигли нового исторического максимума.

## История

### Средние века
Воспользовавшись спорами, связанными с борьбой за контроль в Вестготском королевстве Испании, армия Омейядского халифата под предводительством Тарика ибн Зияда пересекла Гибралтарский пролив в 711 году, что открыло путь арабскому завоеванию Пиренейского полуострова. В последующие годы христианские правители воевали или устанавливали политические или торговые отношения с мусульманскими правителями, получая контроль над Пиренейским полуостровом.
В сражении при Симанкасе (939) против Кордовского халифата Королевство Леона получило контроль над Дуэро в провинции Вальядолид. Этот халифат просуществовал до своего упадка в начале XI века и последующей замены его эфемерными исламскими государствами.
Династия Альмохадов завоевала Марракеш в 1147 году и в то же время победила Альморавидов в Аль-Андалусе. Вехой этого периода является битва при Лас-Навас-де-Толоса (1212), в которой ряд христианских королевств поддержал короля Кастилии против халифата Альмохадов на севере провинции Хаэн.
Пообещав противостоять кастильской экспансии, начатой в 1265 году, Гранадский эмират обратилась за помощью к Фесу в конце 1274 года и уступила Альхесирас и Тарифу султанату Маринидов, который таким образом закрепился на самом южном конце Пиренейского полуострова, что закончилось битвой при Рио-Саладо (1340), когда король Португалии и король Кастилии и Леона победили и Маринидов, и Насридов.
Последней мусульманской территорией на Пиренейском полуострове был Гранадский эмират, который сдался католическим монархам в 1492 году после Гранадской войны. Испанские евреи были изгнаны, и многие поселились на Варварийском береге.

### Ранний современный период
Поскольку испанская и португальская империи разделили мир по Тордесильясскому договору (1492), эти королевства основали города на марокканском побережье, такие как: испанская Мелилья (1497) или португальские Сеута (1415), Эль-Джадида (1502) и Касабланка (1515). После битвы при Эль-Ксар-эль-Кебире (1578) португальской империей правили также испанские монархи.
Обвиняемые в сотрудничестве с Османским Алжиром и берберскими пиратами, которые совершали набеги на испанские побережья и направляли суда за товарами и рабами, около 40 000 морисков прибыли в Марокко после их окончательного изгнания в 1609 году. Их не очень хорошо приняли в Марокко, так как они одевались на испанский манер, говорили по-испански и были обвинены в обращении в христианство. Пиратская гавань Республики Сале на берегу реки Бу-Регрег была основана морисками из Орначоса.
В XVII веке Испания приобрела Лараш (1610—1689) у Мохаммеда эш Шейха эль-Мамуна в обмен на поддержку во внутренней борьбе султаната Саадитов против его брата Зидана Абу Маали. В 1689 году он был захвачен войсками алавитского султана Мулая Исмаила ибн Шерифа.
В 1612 году испанские каперы украли библиотеку Зайдани, коллекцию из примерно 4000 рукописей по литературе и науке, принадлежавшую султану Зидану Абу Маали из династии Саадитов. Эти рукописи до сих пор хранятся в Эскориале.

### Поздний современный период
Во время войн между Испанией и Османским Алжиром Марокко несколько раз осаждало испанский город Сеута в конце XVII века и в XVIII веке с помощью Королевства Великобритании. Кроме того, в 1774 году Мелилья была осаждена марокканцами. Во время войны за независимость США против Великобритании в 1777 году Мехмед III одобрил испано-французское признание США, организованное губернатором испанской Луизианы Луисом де Унзагой и Амезагой. В 1780 году Испания и Марокко подписали Аранхуэсский договор о торговле между странами. Однако Сеута была снова осаждена в 1790—1791 годах.
Кроме того, Испания оккупировала Тетуан с 1859 по 1862 год в соответствии с Договором Вад-Раса (1860), после того как Мулай Абд ар-Рахман оказался неспособным контролировать марокканские племена, которые совершали набеги на внутренние районы Сеуты. В результате периметр Мелильи также был расширен, и султан признал право Испании основать рыболовецкий порт в Санта-Крус-де-ла-Мар-Пекенья (территория с неопределенным местоположением к тому времени), который тогда был определён там, где сейчас находится Сиди-Ифни. В битве за Тетуан 1860 года Мелла, или еврейский квартал Тетуана, был разграблен. За этим последовали призывы в европейской прессе поддержать еврейские общины, подобные общине в Тетуане, что привело к созданию международного «Фонда помощи Марокко» на английском языке. После того, как Марокко выплатило военные репарации (частично за счёт денег, предоставленных британцами), в 1862 году испанский генерал Леопольдо О’Доннелл вывел свои войска из Тетуана.
После 1863 года испанская дипломатическая миссия во главе с Франсиско Мерри-и-Коломом была отправлена ко двору марокканского султана в Марракеше с конкретными целями реабилитации Мулея Эль-Аббаса, брата султана-испанофила, содействия коммерческой деятельности в Сеуте и Мелилье посредством создания таможни, открытия порта Агадир для испанских судов, облегчения поставок мяса в Сеуту и улучшения положения испанцев в Марокко:255, 313:  создания основы для мирных торговых и дипломатических отношений Испании с Марокко.
После визита испанской делегации в Фес в 1877 году был создан совместный испано-марокканский комитет для определения местоположения территории Санта-Крус-де-ла-Мар-Пекенья, в соответствии с Договором Вад-Рас 1860 года. Этот комитет в конечном итоге ошибочно идентифицировал Санта-Крус-де-ла-Мар-Пекенья с Ифни, на самом деле расположенным примерно в 480 километрах к северу от настоящей крепости. Марокканский султан признал этот факт в 1883 году, но делимитация границы не состоялась в то время и фактическая испанская оккупация продолжалась до 1934 года.
Испанский протекторат Марокко был установлен 27 ноября 1912 года Испанско-французским соглашением о Марокко. По сравнению с Францией, которой был предоставлен контроль над большей частью марокканского государства, Испания в итоге получила небольшую территорию на севере Марокко, в основном гористую и труднодоступную к которой присоединилась полоса сектора Тарфая, небольшая полоска земли на юге Марокко, граничащая с испанской Сахарой. Город Танжер стал международной зоной.

## Марокканские территориальные претензии
6 июля 2002 года испанские военные учения на островах Альхусемас были восприняты Марокко как акт агрессии. 11 июля 2002 года разразился Перехильский кризис: военнослужащие Королевских военно-морских сил Марокко заняли необитаемый остров Перехиль у побережья Северной Африки: 6 дней спустя Испания начала «Операцию Ромео-Сьерра», и 28 членов групп специальных операций Сухопутных войск Испании взяли под контроль остров, выдворив 6 марокканских военных, которые находились на острове и не оказывали сопротивления. 31 июля — 1 августа 2018 года Марокко на неопределённый срок закрыло таможню Бени-Ансар около Мелильи, стремясь прекратить торговлю в испанском городе.
21 декабря 2020 года, после заявлений премьер-министра Марокко Саадеддина Османи о том, что Сеута и Мелилья «такие же марокканские, как и [Западная] Сахара», государственный секретарь Испании по иностранным делам Кристина Галлах срочно вызвала посла Марокко в Испании Кариму Беньяич, чтобы передать, что Испания ожидает от всех своих партнёров уважения суверенитета и территориальной целостности страны, и попросила объяснений по поводу слов Османи.

## Политический статус Западной Сахары
Марокко вторглось в Испанскую Сахару в ходе так называемого Зелёного марша в ноябре 1975 года, а подписанные позже Мадридские соглашения положили конец испанскому управлению Западной Сахарой.
Во время блокады дороги N-1 между Марокко и Мавританией в Западной Сахаре в ноябре 2020 года бывший второй заместитель премьер-министра Испании Пабло Иглесиас поддержал аргументы по организации референдума в Западной Сахаре, что противоречило официальной позиции правительства, выраженной министром иностранных дел Испании Аранчей Гонсалес Лайей.
22 апреля 2021 года испанские официальные лица объявили, что лидер «Полисарио» Брагим Гали был отправлен в Испанию для госпитализации из-за COVID-19. Марокко отреагировало несколькими ответными мерами, включая предоставление убежища выступающему за независимость каталонскому политику Карлесу Пучдемону 30 апреля.
14 марта 2022 года председатель правительства Испании Педро Санчес направил королю Мухаммеду VI письмо, в котором поддержал предложение Марокко об автономии для Западной Сахары, что стало изменением официальной позиции относительно самоопределения как решения конфликта в Западной Сахаре. Его решение подверглось критике со стороны альянса «Вместе мы можем» и испанской оппозиции. Педро Санчес посетил Марокко в апреле 2022 года и принял участие в ифтаре с Мухаммедом VI и членами его окружения.

## Нелегальная иммиграция
С 2018 года Марокко получило 343 миллиона евро на борьбу с нелегальной миграцией.
17 мая 2021 года около 8000 мигрантов пересекли испанско-марокканскую границу в Сеуту и Мелилью, миновав причалы Бензу и Эль-Тарахаль, после того как марокканские силы безопасности ослабили механизмы контроля после госпитализации Брагима Гали в Испании. Испанские военные были развернуты на границе, чтобы остановить поток мигрантов. Действия Марокко были осуждены различными должностными лицами Европейского союза. Посол Марокко в загадочной манере предупредила, что «есть действия, которые имеют последствия и должны быть приняты во внимание» как раз перед тем, как её отозвали в министерство иностранных дел Марокко 18 июня после разговора с министром иностранных дел Испании.
Вице-президент Европейской комиссии Маргаритис Схинас предупредил, что Европа «никем не будет запугана в вопросе миграции». Действия Марокко были названы примером принудительной организованной миграции и случай действий в серой зоне, аналогично другим асимметричным вызовам, создаваемым Марокко, подкреплённым постепенными и двусмысленными мерами ниже порога начала войны.
22 июня 2023 года организация Human Rights Watch сделала заявление, что жертвы насилия в 2022 году в лице просителей убежища и мигрантов на границе между Марокко и испанской Мелильей не получили правосудия. Сообщалось, что государства также договорились о сотрудничестве в вопросах репатриации нелегальных мигрантов.
Правительство Испании готовится передать управление воздушным пространством над пустыней Марокко после десятилетий управления им государственной компанией при министерстве транспорта Испании, работающей из центра управления воздушным движением на Канарских островах. Этот шаг следует за совместным заявлением, опубликованным 7 апреля 2022 года после встречи премьер-министра Педро Санчеса и короля Мухаммеда VI в Рабате, которая ознаменовала начало «обсуждений по управлению воздушным пространством». Этот шаг связан с позитивными событиями, которые окрасили двусторонние отношения между Испанией и Марокко, укрепив их партнерские отношения на всех уровнях и косвенно признав тем самым суверенитет Королевства Марокко над Западной Сахарой. Одновременно с визитом премьер-министра Испании Педро Санчеса в Рабат и приёмом, оказанным ему королём Марокко Мухаммедом VI, в ходе которого он подтвердил поддержку Испанией предоставление автономии Западной Сахаре, газета «Confidencial Digital» упомянула, что правительство движется к передаче управления воздушным пространством над регионом Западной Сахары Королевству Марокко.

## Торговые соглашения
В 2001 году неспособность достичь соглашения по рыболовству между Европейским союзом и Марокко осложнила отношения между председателем правительства Испании Хосе Марией Аснаром и Мухаммедом VI.
Марокканский порт Танжер-Мед составил конкуренцию испанским портам. Ожидалось, что он достигнет полной мощности в 2014 году в 5,5 миллионов контейнеров в год.

## Сотрудничество в борьбе с терроризмом и наркотиками
Государства имеют общие интересы в борьбе с терроризмом и нелегальным оборотом наркотиков. Марокко, в частности, оказало помощь испанским властям в расследовании терактов в Мадриде в 2004 году, и эти контакты продолжаются. Марокканские солдаты служили под испанским командованием в Миссии ООН по стабилизации на Гаити, а марокканские жандармы присоединились к испанским патрулям для борьбы с нелегальной иммиграцией в Гибралтарском проливе.

## Марокканцы в Испании
Согласно статистике INE за 2021 год, марокканцы являются крупнейшей иммиграционной общиной в Испании, в стране проживает 930 221 граждан этой страны. Марокканцы в Испании проживают в основном в Барселоне, Мадриде и Мурсии.

## Дипломатические представительства
| Марокко в Испании - Мадрид (посольство) - Альхесирас (генеральное консульство) - Альмерия (генеральное консульство) - Барселона (генеральное консульство) - Бильбао (генеральное консульство) - Жирона (генеральное консульство) - Лас-Пальмас-де-Гран-Канария (генеральное консульство) - Мурсия (генеральное консульство) - Пальма (генеральное консульство) - Севилья (генеральное консульство) - Таррагона (генеральное консульство) - Валенсия (генеральное консульство) | Испании в Марокко - Рабат (посольство) - Агадир (генеральное консульство) - Касабланка (генеральное консульство) - Надор (генеральное консульство) - Танжер (генеральное консульство) - Тетуан (генеральное консульство) - Лараш (консульство) |

- Посольство Марокко в Мадриде
- Генеральное консульство Марокко в Альхесирасе
- Генеральное консульство Марокко в Барселоне
- Генеральное консульство Испании в Лараше